# ボビ・ワイン:ゲットー・プレジデント
『ボビ・ワイン:ゲットー・プレジデント』（Bobi Wine: The People's President, 旧原題: Bobi Wine: Ghetto President）は、モーゼス・ブワヨとクリストファー・シャープ監督による2022年のウガンダ・イギリス・アメリカ合衆国のドキュメンタリー映画である。ウガンダの長期政権指導者のヨウェリ・ムセベニを相手に大統領選挙運動を行う人気歌手のボビ・ワインをとらえている。。第79回ヴェネツィア国際映画祭のコンペティション外でプレミア上映された。第96回アカデミー賞長編ドキュメンタリー映画賞にノミネートされた。

## 公開
2022年9月1日に第79回ヴェネツィア国際映画祭のコンペティション外でワールド・プレミアが行われた。ナショナル・ジオグラフィックはヴァリアンス・フィルムズと提携し、2023年7月28日よりニューヨークとロサンゼルスの劇場で限定上映された。

## 評価

### 批評家の反応
レビュー集積サイトのRotten Tomatoesでは33件の批評を基に支持率は100%、平均点は8.1/10と示され、「心を揺さぶられ、啓発されるこの政治色の強いドキュメンタリー『ボビ・ワイン:ゲットー・プレジデント』は彼の人生と民主主義のための闘争を魅力的に描いてる」とまとめられた。Metacriticでは8件の批評に基づいて加重平均値は71/100と示された。

### 受賞とノミネート
| 賞                           | 発表日         | 部門                                  | 対象                                                           | 結果       | 参照   |
| ---------------------------- | -------------- | ------------------------------------- | -------------------------------------------------------------- | ---------- | ------ |
| アカデミー賞                 | 2024年3月10日  | 長編ドキュメンタリー映画賞            | モーゼス・ブワヨ、クリストファー・シャープ、ジョン・バトセック | ノミネート | [ 10 ] |
| 英国インディペンデント映画賞 | 2023年12月3日  | ドキュメンタリー賞                    | クリストファー・シャープ、モーゼス・ブワヨ、ジョン・バトセック | ノミネート | [ 11 ] |
| 英国インディペンデント映画賞 | 2023年12月3日  | 編集賞                                | ポール・カーリン                                               | ノミネート | [ 11 ] |
| 英国インディペンデント映画賞 | 2023年12月3日  | デビュー監督賞 (ドキュメンタリー作品) | クリストファー・シャープ                                       | ノミネート | [ 11 ] |
| IDAドキュメンタリー賞        | 2023年12月12日 | ドキュメンタリー作品賞                | 『ボビ・ワイン:ゲットー・プレジデント』                        | 受賞       | [ 12 ] |